# Osmant
Osmant (lat. Osmanthus), biljni rod iz porodice maslinovki rasprostranjen po istočnoj i jugoistočnoj Aziji, Mala Azija i zapadni Transkavkaz (Adžarija)
Tipična vrsta je Osmanthus fragrans. Opisan je u Flora Cochinchinensis 1: 17, 28–29. 1790. 

## Opis
Postoji 25 vrsta; drveće i grmovi.

## Vrste
1. Osmanthus armatus Diels
2. Osmanthus attenuatus P.S.Green
3. Osmanthus austrozhejiangensis Z.H.Chen, W.Y.Xie & Xi Liu
4. Osmanthus cooperi Hemsl.
5. Osmanthus decorus (Boiss. & Balansa) Kasapligil
6. Osmanthus delavayi Franch.
7. Osmanthus didymopetalus P.S.Green
8. Osmanthus enervius Masam. & T.Mori
9. Osmanthus fordii Hemsl.
10. Osmanthus fragrans Lour.
11. Osmanthus gracilinervis L.C.Chia ex R.L.Lu
12. Osmanthus hainanensis P.S.Green
13. Osmanthus henryi P.S.Green
14. Osmanthus heterophyllus (G.Don) P.S.Green
15. Osmanthus insularis Koidz.
16. Osmanthus iriomotensis T.Yamaz.
17. Osmanthus lanceolatus Hayata
18. Osmanthus pubipedicellatus L.C.Chia ex H.T.Chang
19. Osmanthus reticulatus P.S.Green
20. Osmanthus rigidus Nakai
21. Osmanthus serrulatus Rehder
22. Osmanthus suavis King ex C.B.Clarke
23. Osmanthus urceolatus P.S.Green
24. Osmanthus venosus Pamp.
25. Osmanthus yunnanensis (Franch.) P.S.Green

## Sinonimi
- Pausia Raf.; Sylva Tellur. 9 (1838)
- Siphonosmanthus Stapf; Bot. Mag. t. 9176 (1929)